# Nuria Diosdado
Nuria Lidón Diosdado García, född 22 augusti 1990 i Guadalajara, är en mexikansk konstsimmare. Hon har tävlat i tre olympiska spel: olympiska sommarspelen 2012 i London, olympiska sommarspelen 2016 i Rio de Janeiro och olympiska sommarspelen 2020 i Tokyo.

## Karriär
Vid centralamerikanska och karibiska spelen 2006 i Cartagena var Diosdado en del av Mexikos lag som tog guld i lagtävlingen och i kombination. Vid centralamerikanska och karibiska spelen 2010 i Mayagüez tog hon sex guldmedaljer men fråntogs senare samtliga medaljer efter att ha testat positivt för clenbuterol, vilket är dopningsklassat.
Vid olympiska sommarspelen 2012 i London tävlade Diosdado i partävlingen tillsammans med Isabel Delgado, där de slutade på 18:e plats. Vid centralamerikanska och karibiska spelen 2014 i Veracruz tog hon totalt sex guldmedaljer. Vid panamerikanska spelen 2015 i Toronto tog Diosdado silver tillsammans med Karem Achach i partävlingen samt var en del av Mexikos lag som tog silver i lagtävlingen. Vid olympiska sommarspelen 2016 i Rio de Janeiro slutade Diosdado och Achach på 11:e plats i partävlingen.
Vid centralamerikanska och karibiska spelen 2018 i Barranquilla tog Diosdado totalt fem guldmedaljer. Vid panamerikanska spelen 2019 i Lima tog hon silver tillsammans med Joana Jiménez i partävlingen samt var en del av Mexikos lag som tog silver i lagtävlingen. Vid olympiska sommarspelen 2020 i Tokyo, som arrangerades 2021, slutade Diosdado och Jiménez på 12:e plats i partävlingen.
Vid panamerikanska spelen 2023 i Santiago tog Diosdado guld tillsammans med Joana Jiménez i partävlingen samt var en del av Mexikos lag som tog guld i lagtävlingen. Vid centralamerikanska och karibiska spelen 2023 i San Salvador tog hon tre guld och två silver. Vid olympiska sommarspelen 2024 i Paris slutade Diosdado på 12:e plats tillsammans med Joana Jiménez i partävlingen samt var en del av Mexikos lag som slutade på sjunde plats i lagtävlingen.